# Hiệp hội bóng đá Maldives
Hiệp hội bóng đá Maldives (FAM) là tổ chức quản lý, điều hành các hoạt động bóng đá ở Maldives. FAM quản lý đội tuyển bóng đá quốc gia Maldives, tổ chức các giải bóng đá như giải vô địch bóng đá Maldives, cúp bóng đá Maldives, FAM là thành viên của cả Liên đoàn bóng đá thế giới (FIFA), Liên đoàn bóng đá châu Á (AFC) và Liên đoàn bóng đá Nam Á (SAFF).
Chủ tịch của Hiệp hội bóng đá Maldives hiện nay là ông Abdul Shakoor.